# Mont Kyusan
Le mont Kyusan (久山岳, Kyusan-dake) est une montagne culminant à 1 411 m d'altitude dans les monts Hidaka en Hokkaidō au Japon.